# 光电转换效率
光电转换效率是衡量太阳电池把光能转换为电能的能力，其值是一个百分数。
光电转换效率會受到許多因素的影響，例如反射率、熱力學效率、電荷載體分離效率、電荷載體收集效率、及热传导效率值等。因為上述參數不容易直接量測，會改量測其他的參數，例如量子效率、開路電壓（VOC）比，以及填充因子。反射率損失會用量子效率來解釋，因為會影響「外部量子效率」。重組損失會用量子效率、開路電壓比以及填充因子來解釋。電阻損失主要會用填充因子來解釋，不過也量子效率、和開路電壓比有關。目前光电转换效率的記錄是在2019年創下，由美國國家可再生能源實驗室所設計的多结聚光太陽電池，其效率可以到47.1%。